# Miroslav Vratil
Miroslav Vratil (* 12. April 1920 in Kosorín, heutige Slowakei) war ein tschechoslowakischer Fußballspieler.

## Karriere
Vratil begann seine Laufbahn während des Zweiten Weltkriegs, als der aus der Slowakei stammende Mittelfeldspieler 1943 in den Kader des Erstligisten FK Viktoria Žižkov aufgenommen wurde; damit war ihm der Sprung in den Profifußball gelungen. Für den Prager Stadtteilverein lief er über das Ende des Krieges hinaus auf und konnte mit neun bzw. acht Treffern in den Spielzeiten 1945/46 und 1946/47 einige Erfolge als Torjäger verbuchen. 1947 verließ er sein Heimatland, das damals kurz vor der Übernahme in den Einflussbereich der Sowjetunion stand, und ging nach Frankreich.
In Frankreich konnte der Spieler ebenfalls in der ersten Liga antreten, da er vom südfranzösischen Verein Olympique Marseille unter Vertrag genommen wurde. Wie auch die tschechoslowakische war die französische Liga bereits zu dieser Zeit eine Profiliga und Vratil erreichte am 24. August 1947 bei einem 3:2-Sieg gegen den FC Toulouse seinen ersten Auftritt dort. Bis zum Jahreswechsel 1947/48 blieb zu einer Zeit, in der Ein- und Auswechslungen noch nicht möglich waren, Stammspieler, spielte danach jedoch kaum eine Rolle mehr. Am 22. Februar 1948 bestritt er seine letzte von 14 Erstligapartien in Frankreich, wobei er zwei Tore erzielen konnte; trotz seiner Abwesenheit im Saisonfinale zählte er damit zur französischen Meistermannschaft 1947/48. Im Anschluss an diesen Erfolg beendete er seine Profilaufbahn.